# ネーモリ
ネーモリ（イタリア語: Nemoli）は、イタリア共和国バジリカータ州ポテンツァ県にある、人口約1,500人の基礎自治体（コムーネ）。

## 地理

### 位置・広がり

#### 隣接コムーネ
隣接するコムーネは以下の通り。
- ラゴネグロ
- ラウリーア
- リヴェッロ
- トレッキナ

## 行政

### 分離集落
ネーモリには、以下の分離集落（フラツィオーネ）がある。
- Lago Sirino, Varco Valle, Paccioni, Ciliberti, Pianorizzo, Tempa Castagna, Isola del Bosco, Piane di Tonne, Concezione, Frassini, Giammichele, Capo lo Bosco, Fiumara, Ramiera, Ferriera, Arenazzo, Vallone, Quino, Quinardanza, Piè le rocche